# La xarxa social
|  | Aquest article tracta sobre la pel·lícula sobre el naixement de Facebook. Si cerqueu l'estructura social composta per individus o organitzacions, vegeu «xarxa social». |

La xarxa social (títol original en anglès, The Social Network) és una pel·lícula dramàtica de 2010 dirigida per David Fincher. La història, recollida en guió per Aaron Sorkin, està basada en el llibre The Accidental Billionaires que explica com va ser la fundació del lloc web Facebook. La cinta va donar al seu equip cinematogràfic nombrosos premis entre els quals destaquen el Globus d'Or al millor director per Fincher i el Globus d'Or a la millor pel·lícula dramàtica.
La pel·lícula està doblada al català.

## Argument
L'any 2003, l'estudiant de la Universitat Harvard, Mark Zuckerberg (Jesse Eisenberg), va tenir la idea de crear un lloc web per qualificar l'atractiu de les seves companyes d'universitat després que la seva promesa Erica Albright (Rooney Mara) acabés amb ell. Amb les seves habilitats informàtiques, Mark va aconseguir extreure noms i fotografies de diverses estudiants des de les bases de dades dels servidors de Harvard. Usant un algoritme de rànquing subministrat pel seu millor amic, Eduardo Saverin (Andrew Garfield), Mark va crear una pàgina anomenada FaceMash, on els seus companys triaven a la noia més atractiva. Finalment, Mark va ser castigat amb sis mesos de suspensió acadèmica quan el trànsit del seu lloc va col·lapsar la xarxa de Harvard, mentre la majoria de les seves companyes el vilipendiaban.
Malgrat tot, la popularitat de FaceMash i el fet que va ser creat en una nit, mentre Mark estava ebri, va cridar l'atenció dels bessons Cameron i Tyler Winklevoss (Armie Hammer i Josh Pence), membres de l'equip de rem de Harvard, i el seu company de negocis Divya Narendra (Max Minghella). Els tres li van explicar Mark que estaven buscant un programador que portés a terme la seva idea d'un nou lloc web: Harvard Connection. Mark va decidir ajudar-los.
Poc temps després, Mark es va acostar al seu amic Eduardo, que recentment
havia estat convidat al club social de pregrau The Phoenix - SK Club. Mark tenia una idea del que ell anomenava «Thefacebook», una eina de connexions socials en línia exclusiva per als estudiants de Harvard. Segons ell, aquest sistema permetria a les persones compartir certa informació sense que envaïssin la seva privacitat. Eduardo va estar d'acord en ajudar, subministrant mil dòlars per començar el projecte. Mark i Eduardo finalment van crear Facebook, distribuint l'enllaç amb els contactes d'Eduardo a The Phoenix - SK Club.
El lloc es va fer popular ràpidament entre l'alumnat de Harvard. Quan Narendra va saber sobre el llançament de Thefacebook, li va dir als bessons Winklevoss que Mark li havia copiat la seva idea. Tyler i Divya volien demandar Mark per robatori de propietat intel·lectual, però Cameron es va oposar.
Durant una conferència de Bill Gates (Steve Sires), l'estudiant de Harvard Christy Lee (Brenda Song) i la seva millor amiga, Alice (Malese Jow), es van presentar davant Eduardo i Mark. Lee els va demanar que les busquessin a Facebook, la qual cosa els va impressionar. Mentre bevien amb Christy i Alice, Mark va córrer cap a la seva ex-xicota, que no sabia de l'existència de Facebook. Mark va decidir expandir el lloc a més escoles. Christy, Mark i Eduardo van tornar després a l'habitació de Mark, on van perfilar l'estructura de la companyia i el pla per progressar.
La popularitat de Facebook va créixer i va arribar a altres centres acadèmics del nord-est dels Estats Units, com la Yale, la Columbia i la Stanford, mentre els germans Winklevoss i Narendra es cabrejaven cada vegada més en veure que «la seva» idea avançava sense ells. Cameron es negava a demandar, però va acusar Mark de vulnerar el codi de conducta dels estudiants de Harvard. Gràcies als contactes dels seus pares, van aconseguir reunir-se amb el president de Harvard, Larry Summers (Douglas Urbanski), qui va desestimar qualsevol acció disciplinària contra el lloc Thefacebook. A través de Christy Lee, ara promesa d'Eduardo, aquest i Mark es van reunir amb el cofundador del lloc Napster, Sean Parker (Justin Timberlake). Al principi, Eduardo desconfiava d'aquest per la seva problemàtica història tant personal com professional. Mark, però, va quedar impressionat amb Parker des que li va presentar una visió similar de Facebook. Encara que no es va arribar a cap acord, Parker va suggerir que suprimissin la paraula The de Thefacebook per fer el nom més simple: Facebook.
Mentre Eduardo romania a Nova York, Mark i Dustin Moskovitz (Joseph Mazzello) van mudar les oficines de la companyia a Palo Alto. Quan Eduardo els va visitar des de Nova York, es va enfadar en veure a Sean Parker vivint a la casa i prenent decisions sobre el negoci de Facebook. Després d'una discussió amb Mark, Eduardo va congelar el compte bancari que havia obert per a la companyia i va tornar a Nova York. Un cop allà, Christy i Eduardo van tenir una discussió pel perfil d'ell en Facebook i Christy va acabar cremant un mocador que ell li havia regalat. Mentre Eduardo extingia el foc, Mark li va revelar per telèfon que ells tenien diners assegurats gràcies a un inversor angelical, Peter Thiel (Wallace Langham). Posteriorment, Eduardo va informar Christy que la relació havia acabat.
A Anglaterra, els bessons Winklevoss es van enfadar en veure que Facebook s'havia expandit a altres universitats del Regne Unit i van decidir presentar una demanda. Mentrestant, Eduardo va saber que Mark i Sean havien reduït la seva participació en la companyia del 30% a un 0,03% i va decidir demandar també. En una festa on se celebrava el primer milió de membres de Facebook, Sean i diversos col·legues seus van ser arrestats per possessió de cocaïna.
Durant la pel·lícula, es mostren escenes de Mark testificant per dues demandes: la dels germans Winklevoss i la d'Eduardo. En l'escena final, una advocada defensa, Marylin Delpy (Rashida Jones) l'informa Mark que arribaran a un acord amb Eduardo, a causa que els sòrdids detalls sobre la creació de Facebook jugarien en contra seva davant del jurat.
Quan la seva advocada se'n va, es veu a Mark enviant per Facebook una sol·licitud d'amistat a la seva ex-xicota, Erica, i actualitzant la pàgina del seu navegador repetides vegades.
La pel·lícula acaba amb un epíleg: Cameron i Tyler Winklevoss van rebre un acord de 65 milions de dòlars i van signar un acord de no divulgació, van competir en rem en els Jocs Olímpics de Beijing 2008 i van quedar en sisè lloc; Eduardo Saverin va rebre un acord desconegut, va ser tornat a posar el seu nom com cofundador a la capçalera de Facebook; Facebook té 500 milions de membres en 207 països i està valorat en 25.000 milions de dòlars; i Mark Zuckerberg és el multimilionari més jove del món.

## Repartiment
- Jesse Eisenberg: Mark Zuckerberg.
- Andrew Garfield: Eduardo Saverin.
- Justin Timberlake: Sean Parker.
- Brenda Song: Christy Lee.
- Rooney Mara: Erica Albright.
- Armie Hammer: Cameron i Tyler Winklevoss. Josh Pence va actuar: doble de cos per Hammer.
- Max Minghella: Divya Narendra.
- Malese Jow: Alice Cantwell.
- Dakota Johnson: Amelia Ritter.
- Joseph Mazzello: Dustin Moskovitz.
- Trevor Wright: Josh Thompson.
- Rashida Jones: Marylin Delpy.
- Dustin Fitzsimons: president del The Phoenix S-K Club.
- Patrick Mapel: Chris Hughes.
- Douglas Urbanski: Larry Summers.
- Wallace Langham: Peter Thiel.
- Denise Grayson: Gretchen.
- Trevor Wright: Josh Thompson.
- John Getz: Sy.
- Shelby Young: K.C.

## Producció

### Audició
La recerca d'actors per a La xarxa social  va començar de manera oberta l'agost de 2009 en diversos estats d'Amèrica del Nord. Shia LaBeouf i Michael Cera van ser considerats per al paper de Mark Zuckerberg. El primer a ser confirmat com a part de l'elenc va ser Jesse Eisenberg el setembre de 2009. Diversos dies després, es va anunciar que el cantant Justin Timberlake i Andrew Garfield interpretarien Sean Parker i Eduardo Saverin. L'octubre de 2009 Brenda Song, Rooney Mara, Armie Hammer i Josh Pence van ser contractats pel projecte.

### Rodatge
El rodatge de La xarxa social va començar l'octubre de 2009 a Cambridge, Massachusetts. Les escenes van ser filmades als campus de les dues preparatòries de Massachusetts, la Phillips Academy i l'Acadèmia Milton.
Els enregistraments van continuar al campus principal de la Universitat Johns Hopkins els dies 1, 2, 3 i 4 de novembre. Aquesta universitat va servir per il·lustrar la Universitat Harvard en el film.
Entre el 16 i el 22 de novembre de 2009, el rodatge va continuar a la Universitat Harvard.

### Banda sonora[7]
L'1 de juny de 2010 es va anunciar que Trent Reznor — del grup Nine Inch Nails — i Atticus Ross compondrien la música de la pel·lícula.
La banda sonora de La xarxa social va ser llançada el 28 de setembre de 2010 en diversos formats pel segell The Null Corporation. Al mateix temps, cinc peces de l'àlbum van ser posades a la pàgina web del segell per a descàrrega gratuïta.
La cançó «Baby, you're a rich man» conclou el film, la qual cosa és cridanera perquè The Beatles poques vegades permeten que els seus temes siguin usats en llargmetratges. Aquesta cançó i les disset restants que apareixen durant la pel·lícula — algunes d'elles pertanyents a Bob Marley, 10cc, Gluecifer i The White Stripes — no van ser incloses en l'àlbum de la banda sonora.

## Promoció
El pòster oficial de la cinta va ser divulgat per Columbia Pictures el 18 de juny de 2010 i en ell es veu la cara de Jesse Eisenberg cobert amb la frase «You don't get to 500 million friends without making a few enemies» ('No pots tenir 500 milions d'amics sense guanyar-te alguns enemics'). Set dies després, va començar a circular per Internet el teaser de la cinta.
El primer avanç de La xarxa social mostra una sèrie de característiques que indiquen la personalitat de Zuckerberg en el moment de la creació de Facebook. En el segon tràiler es donen a conèixer una sèrie de comentaris d'alguns personatges del film, simulant ser un «mur» de Facebook. En el tercer avanç es van veure amb més detall algunes escenes de la pel·lícula acompanyades per la cançó «Creep», original de la banda Radiohead, versionada en aquesta ocasió pel grup belga Scala & Kolacny Brothers. El quart tràiler va ser més resumit que l'anterior, però es van mostrar algunes escenes amb més detall al ritme de la cançó «Power» del raper Kanye West.

## Recepció

### Resposta dels al·ludits
El guió va ser filtrat en línia al juliol de 2009. Al novembre del mateix any, el productor executiu Kevin Spacey va dir: «The social network probablement serà molt més divertida que el que la gent podria esperar». The Cardinal Courier va declarar que la pel·lícula parlava sobre cobdícia, obsessió, imprevisibilitat i sexe, però va qüestionar: «Encara hi ha més de 500 milions d'usuaris a Facebook, significa que Facebook pot convertir-se en un rendible èxit de taquilla?». El 2 de juny de 2010, en una conferència D8 presentada per D: All Things Digital, l'amfitriona Kara Swisher va parlar amb Zuckerberg, que va assegurar no sentir-se feliç amb la pel·lícula basada en ell, al que va dir: «Simplement volia que ningú fes una pel·lícula de mi mentre jo encara estava viu ». Zuckerberg va declarar a Oprah Winfrey que el drama i el món festiu de la pel·lícula és principalment ficció, explicant: « Aquesta és la meva vida, així que sé que no és tan dramàtica ». Conversant amb l'audiència a la Universitat Stanford, Zuckerberg va declarar que la pel·lícula va representar les seves motivacions per crear Facebook imprecisament; en lloc d'un esforç per aconseguir noies, va dir que va crear el lloc perquè gaudeix construint coses. No obstant això, ha afegit que la pel·lícula representa amb precisió el seu guarda-roba de la vida real, dient: «És interessant com s'han centrat a aconseguir el correcte, com cada simple samarreta i jaqueta que tenien en aquesta pel·lícula és realment una camisa o un folre que tinc».
El cofundador de Facebook, Dustin Moskovitz, també s'ha referit a la pel·lícula: «És una dramatització de la història ... És interessant veure el meu passat reescrit en una forma que emfatitza les coses que no importen (com els Winklevosses, als que mai he conegut i encara no prenen part en la feina que vam fer per crear el lloc durant els darrers 6 anys), i deixa fora les coses que realment ho són (com diverses persones en la nostra vida en aquest moment), que ens van ajudar en maneres innombrables». Segons Moskovitz:
«Un munt de coses emocionants va passar el 2004, però sobretot que acabem treballant molt i estressats per les coses; la versió en el tràiler sembla una mica més emocionant, així que vaig optar per recordar que bevíem excessivament i teníem relacions sexuals amb alumnes ... L'argument del llibre/guió ataca lleugerament a [Zuckerberg], però realment vaig sentir un munt de qualitats positives sortir amb veracitat en el tràiler (la banda sonora a un costat). Al final del dia, no pot ajudar, però el representa com el geni visionari i encaminat que és.»
El cofundador, Eduardo Saverin, va dir que la pel·lícula «[…] va estar clarament intencionada per ser entretinguda i no un documental de fet reals».
Sorkin va declarar: «No vull que la meva fidelitat sigui la veritat; vull que sigui la narració. Quina és la gran cosa sobre l'exactitud purament per l'amor de la precisió, i no podem tenir la veritat sent l'enemic del que és bo?».

### Recaptació
Durant el seu primer cap de setmana a les sales de cinema, The social network recaptar $22.445.653, quedant en el primer lloc de la taquilla dels Estats Units. A escala mundial el film va recaptar $224.920 315.

### Crítica
Després de la seva primera exhibició en el Festival de Cinema de Nova York el 24 de setembre de 2010, la cinta va rebre crítiques majoritàriament positives. Peter Travers de la revista  Rolling Stone , li va atorgar la màxima qualificació (cinc estrellas). Per la seva part, Manohla Dargis de  The New York Times , la va qualificar amb una A. Roger Ebert, del Chicago Sun-Times , li va donar la màxima puntuació i va agregar: 'Una gran pel·lícula, no pel seu estil enlluernador o intel·ligència visual, sinó perquè està esplèndidament ben feta». Justin Chang, crític del setmanari Variety, va opinar: «Continua la fascinadora transició de Fincher d'un director de gènere extraordinari a un inesborrable cronista dels nostres temps». Kirk Honeycutt, de 'The Hollywood Reporter', va declarar: 'Un hipnòtic retrat d'un home que en qualsevol altra època potser seria considerat un boig o un inútil, però en l'era d'Internet té l'agilitat mental per transformar una idea en un imperi».
Àngel Ferro a Sin Permiso , va destacar, entre altres coses, la nul·la menció a les denúncies i crítiques a Facebook en relació amb l'ús de dades personals, encara que va considerar molt encertats el bucle i la paradoxa implícita respecte al començament i el final de la pel·lícula.
| «                               | «The social network is the movie of the year. [...]». ('La xarxa social' és la pel·lícula de l'any'). | » |
| — Peter Travers (Rolling Stone) | |   |

| «                                  | «[...]A brilliant film» . ('Un film brillant'). | » |
| — Frank Rich ( The New York Times) |                                                 |   |

## Premis i nominacions
| Any  | Premis      | Categoria                    | Receptor/s                | Resultat   |
| ---- | ----------- | ---------------------------- | ------------------------- | ---------- |
| 2010 | Oscars      | Millor pel·lícula            |                           | Candidata  |
| 2010 | Oscars      | Millor director              | David Fincher             | Candidat   |
| 2010 | Oscars      | Millor actor                 | Jesse Eisenberg           | Candidat   |
| 2010 | Oscars      | Millor guió adaptat          | Aaron Sorkin              | Guanyador  |
| 2010 | Oscars      | Millor fotografia            | Jeff Cronenweth           | Candidat   |
| 2010 | Oscars      | Millor muntatge              | Kirk Baxter Angus Wall    | Guanyadors |
| 2010 | Oscars      | Millor banda sonora          | Trent Reznor Atticus Ross | Guanyadors |
| 2010 | Oscars      | Millor so                    | Ren Klyce David Parker    | Candidats  |
| 2010 | Globus d'Or | Millor pel·lícula dramàtica  |                           | Guanyadora |
| 2010 | Globus d'Or | Millor director              | David Fincher             | Guanyador  |
| 2010 | Globus d'Or | Millor actor dramàtic        | Jesse Eisenberg           | Candidat   |
| 2010 | Globus d'Or | Millor actor secundari       | Andrew Garfield           | Candidat   |
| 2010 | Globus d'Or | Millor guió                  | Aaron Sorkin              | Guanyador  |
| 2010 | Globus d'Or | Millor banda sonora          | Trent Reznor Atticus Ross | Guanyadors |
| 2010 | BAFTA       | Millor pel·lícula            |                           | Candidata  |
| 2010 | BAFTA       | Millor director              | David Fincher             | Guanyador  |
| 2010 | BAFTA       | Millor actor                 | Jesse Eisenberg           | Candidat   |
| 2010 | BAFTA       | Millor actor secundari       | Andrew Garfield           | Candidat   |
| 2010 | BAFTA       | Millor guió adaptat          | Aaron Sorkin              | Guanyador  |
| 2010 | BAFTA       | Millor muntatge              | Kirk Baxter Angus Wall    | Guanyadors |
| 2010 | BAFTA       | Millor estrella emergent     | Andrew Garfield           | Candidat   |
| 2011 | Césars      | Millor pel·lícula estrangera |                           | Guanyadora |